# Eilema basinota
Eilema basinota là một loài bướm đêm thuộc phân họ Arctiinae, họ Erebidae.